# Cmentarz wojenny nr 176 – Piotrkowice
Cmentarz wojenny nr 176 – Piotrkowice – cmentarz z I wojny światowej we wsi Piotrkowice w powiecie tarnowskim, w gminie Tuchów. Jest jednym z 400 zachodniogalicyjskich cmentarzy wojennych zbudowanych przez Oddział Grobów Wojennych C. i K. Komendantury Wojskowej w Krakowie. W VI okręgu tarnowskim cmentarzy tych jest 62.

## Położenie
Cmentarz znajduje się na skraju lasu, na grzbiecie Słonej Góry. Położony jest w bezpośrednio przy drodze lokalnej z Piotrkowic do Pleśnej, pomiędzy cmentarzem 175, a cmentarzem nr 177. Drogą tą przebiega żółty szlak turystyczny. Dzięki otwartym i rozległym obszarom pól z okolic cmentarza na południową stronę rozciąga się szeroka panorama widokowa.

## Opis cmentarza
Zaprojektowany przez Heinricha Scholza. Wejście na cmentarz przez metalową furtkę po stronie przeciwnej od drogi. Cmentarz ma kształt trapezu o powierzchni około 114 m² z dwoma ściętymi rogami. Otoczony jest z 4 stron ogrodzeniem z kwadratowych prętów stalowych. W środku ogrodzenia, od strony przeciwnej od drogi, znajduje się metalowa bramka wejściowa. Groby są oznaczone nagrobkami w formie prostych metalowych krzyży na postumentach wykonanych z kamienia – dolomitu. W centralnej części znajduje się metalowy krzyż postawiony na kamiennym cokole, który jest identyczny z pomnikami nagrobnymi tylko wykonany w większej skali. Na cmentarzu rosną ponad 100-letnie dęby zasadzone podczas wykonywania cmentarza.

## Polegli
Na cmentarzu jest pochowanych 16 żołnierzy armii austro-węgierskiej w 16 grobach pojedynczych. Wszyscy polegli 5–7 maja 1915 roku, a więc podczas bitwy pod Gorlicami. 13 z nich służyło w IR 59, 3 w 2 Tyrolskiego Pułku Strzelców Cesarskich (T.K.J.R. 2). Nazwiska wszystkich pochowanych są znane.

## Los cmentarza
Austriacy wykonali cmentarz bardzo starannie, jednak z biegiem czasu ulegał on naturalnemu niszczeniu. Dokonano jego generalnego remontu. wyprostowano i odnowiono nagrobne krzyże, naprawiono metalowe ogrodzenie i przestawiono go tak, by nie wrastało w dęby. Odnowiono także betonowe cokoły krzyży. Splantowano ziemne nagrobki, co ułatwia koszenie trawy. Obok wejścia na cmentarz zamontowano tablicę informacyjną.

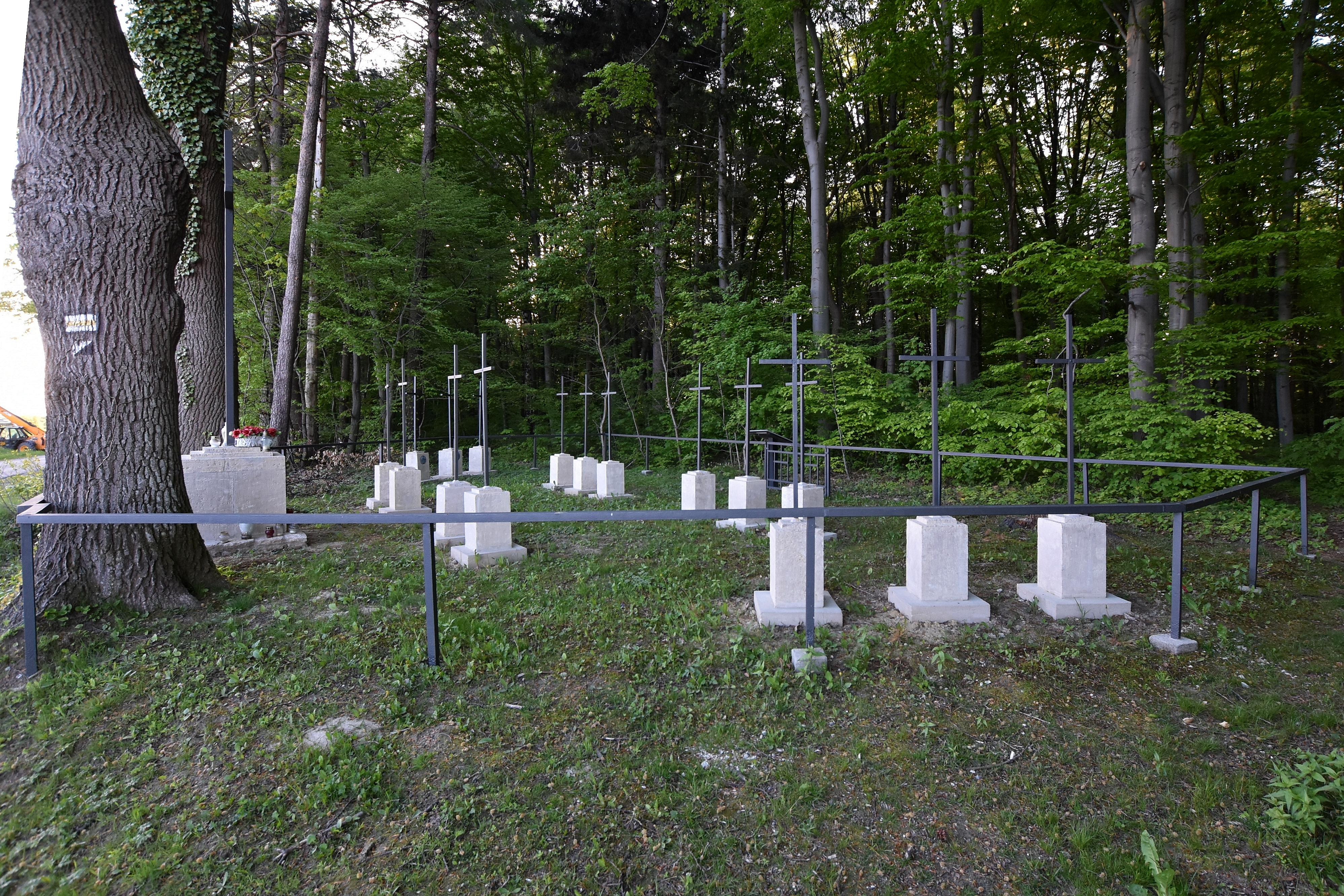
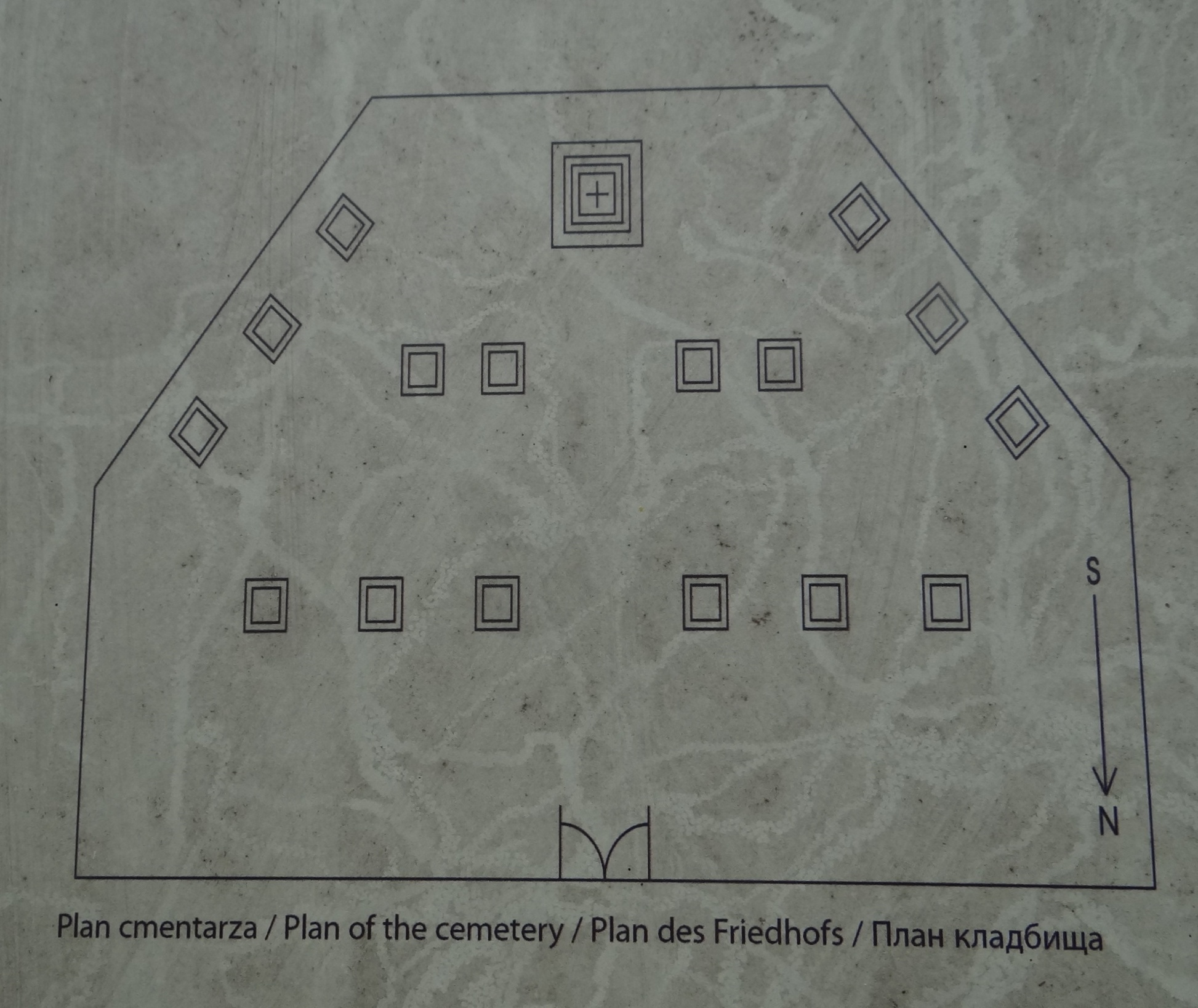
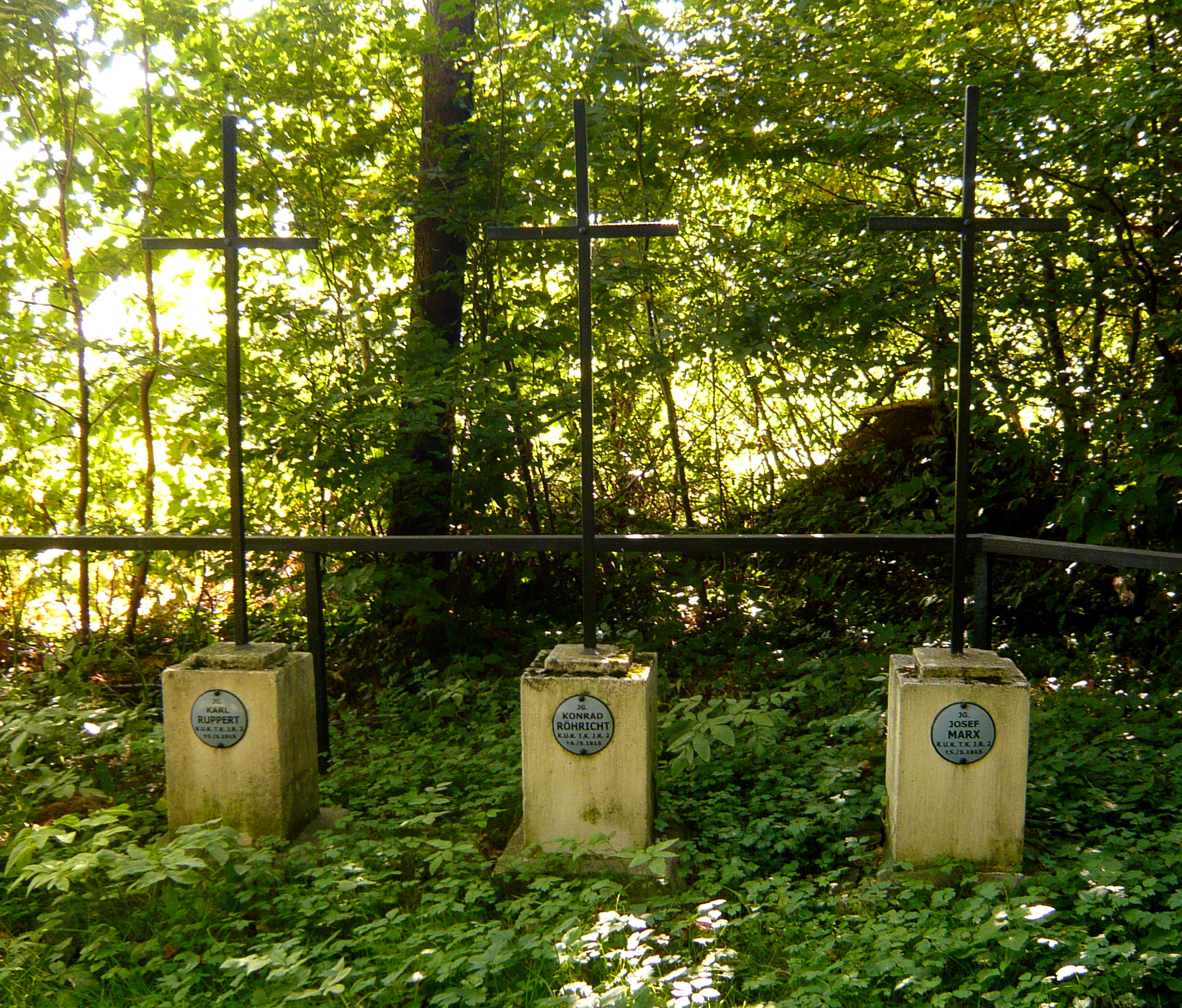